# ボストン市庁舎
『ボストン市庁舎』（City Hall）は、フレデリック・ワイズマン監督・製作・編集による2020年のアメリカ合衆国のドキュメンタリー映画である。マサチューセッツ州ボストンの市役所が取材されている。

## 内容
この映画は人種的正義、住宅、気候変動対策などからマサチューセッツ州ボストンの行政が探られる。ワイズマンのドキュメンタリーには標準的な物語の構造やナレーション、インタビューは存在せず、日々の組織生活の観察に基づいているが、この映画の場合は2018年秋から2019年冬にかけてのボストン市政府の活動がとらえられている。この映画の多くはマーティ・ウォルシュ市長に焦点が当てられており、補佐官たちとの会議、気候変動によるボストン港への影響を実業家たちに説明する、11月11日にファニエル・ホールで退役軍人の話を聞く、グッドウィル・インダストリーズで感謝祭を迎える、シンフォニーホールで市政報告を行うといった活動が追われる。映画の第2の大きなテーマは困窮者を助ける公務員たちである。立ち退き防止のタスクフォース、ラテン系女性の経済的向上に関するタスクフォース、民族に特化した食糧品店と協力する経済開発アドバイザーなどが登場する。
多くの事例で市長や公務員たちはトランプ政権の政策について不満を漏らしている。トロント国際映画祭でのインタビューでワイズマンは「『ボストン市庁舎』は反トランプの映画であるが、それは市長と彼のもとで働く人たちが民主主義の規範を信じているからだ。彼らはドナルド・トランプが支持していないすべてのものを代表しているのだ」と答えた。

## 公開
ワールド・プレミアは2020年9月8日に第77回ヴェネツィア国際映画祭で行われた。また2020年9月14日にトロント国際映画祭、2020年9月25日にニューヨーク映画祭でも上映された。
アメリカ合衆国では2020年10月28日にジポラ・フィルムズよりバーチャル・シネマで公開された後、12月22日にPBSで放送された。日本では2021年10月12日に山形国際ドキュメンタリー映画祭のインターナショナル・コンペティション部門の一環としてオンライン上映され、その後同年11月12日に一般公開された。

## 評価
レビュー集積サイトのRotten Tomatoesでは64件の批評で支持率は98%、平均点は8.7/0となり、「地方自治体の仕事ぶりを辛抱強く観察し、夢中にさせてくれる『ボストン市庁舎』はドキュメンタリー映画の巨匠フレデリック・ワイズマンのフィルモグラフィに洞察に満ちた宝石をまたひとつ加えてくれた」とまとめられた。Metacriticでは17件の批評を基に加重平均値は88/100と示された。
『カイエ・デュ・シネマ』では2020年のベスト映画に選ばれた。